# 氩
氬，是化學元素，化學符號Ar，原子序數18，位在週期表的第18族，常溫下是無色無味的稀有气体。氬佔大氣體積0.934%（9340 ppmv），是地球大氣層第三多的氣體，是水蒸氣的兩倍以上（平均4000 ppmv左右，但變化很大）、二氧化碳（400 ppmv）的23倍之多、氖（18 ppmv）的500倍以上。氬是地殼含量中最豐富的惰性元素，在地殼中佔0.00015%。
氬已知的同位素共有14種，包括氬-33至氬-46。地球大氣大部分氬是氬-40（由地殼中的鉀-40衰變而來）。氬-36是最易由超新星核融合產生的產物，是宇宙最常見的氬同位素。
「argon」這名源自於希臘語的 ἀργόν，意思是「懶惰」、「不活躍」，如此命名是因為它幾乎不參與化學反應。氬在原子外部殼層完整的八隅體（8個電子）讓它變得更加穩定，也不易與其它元素產生鍵結。它的三相點以國際實用溫標定義為83.8058K。
氬元素在工業製程是藉由液態空氣分餾而得。氬常常作為遮氣體，應用在焊接或是其他可以增加物質反應能力的高溫工業製程。例如，在石墨電爐中加入氬氣以防止石墨燃燒。氬氣也用於白熾燈、螢光燈、其他氣體放電管和螢光輝光啟動器。氬在激發後可放出青色的氣體雷射。

## 歷史
氬（來自希臘語ἀργόν，帶有懶惰或無效的意思），命名是參考它的化學活性。這個第一個被發現的惰性氣體的化學性質令命名者印象深刻。1785年，亨利·卡文迪什懷疑惰性氣體是組成大氣的一部分氣體。1894年，在倫敦大學學院， 約翰·斯特拉特，第三代瑞利男爵和威廉·拉姆齊透過移除了氧氣、二氧化碳、水以及氮的乾淨空氣樣本，使氬第一次從空氣裡被隔絕出來。他們已經確認從化學化合物生成的氮比大氣中的氮還要輕0.5%，差異細微，但已足夠重要吸引他們的注意力好幾個月。他們做出了結論:空氣中還有另一種氣體與氮氣混和在一起。氬氣在1882年也被H. F. Newall和沃爾特·諾爾·赫特利的研究偶然發現。他們發現新的發射光譜，並沒有符合在當時已經知道的元素。
直到1957年，氬的化學符號一直是"A"，之後被改為"Ar"到現在。

## 特性
氬，是一種稀有氣體。無論是氣态还是液态，都是無色、无味而且無毒。它在水中的溶解度比氮多出了2.5倍。雖然氬在一般的情況下都很穩定，不会與其它化合物或元素化合，但是科學家還是有辦法在極端的條件下形成一些氬化合物，像是2000年8月由芬蘭化學家馬庫·拉薩能（Markku Räsänen）領導的小組發現的氟氩化氢（{\displaystyle {\ce {HArF}}}）。這個氟、氫和氬的化合物在−265°C才能保持穩定。此外，氩还可以作为客体分子，与水形成包合物。除了以上基态的物质外，目前已經發現含氬的離子和激发态配合物（像ArH+和ArF），而根據理论計算顯示氬應該可以形成在室溫下穩定的化合物，雖然目前還沒有發現它們存在的線索。
氩气常被注入灯泡内，因为氩即使在高温下也不会与灯丝發生化学作用，从而延长灯丝的寿命。在不锈钢、锰、铝、钛和其它特种金属电弧焊接时、钢铁生产时，氩也用作保护气体。

## 氬的發現
氬曾經在1785年由亨利·卡文迪什製備出來，但卻沒發現這是一种新的元素；直到1894年，約翰·斯特拉斯和蘇格蘭的化學家威廉·拉姆齊才通过实验确定氩是一种新元素。他们主要是先從空氣樣本中去除氧、二氧化碳、水汽等后得到的氮氣與從氨分解出的氮氣比較，結果發現從氨裡分解出的氮氣比從空氣中得到的氮氣輕1.5%。雖然這個差異很小，但是已經大到誤差的範圍之外。所以他們認為空氣中應該含以一種不為人知的新氣體，而那個新氣體就是氬气。
另外1882年H.F. 紐厄爾和W.N.哈特萊从兩個獨立的實驗中觀測空气的颜色光譜时，发现光谱中存在已知元素光谱无法解释的谱线，但并没有意识到那就是氩气。由於在自然界中含量很多，氬是最早被發現的稀有气体，目前它的符號為{\displaystyle {\ce {Ar}}}（在1957年以前，它的符號為{\displaystyle {\ce {A}}}）。

## 天然含量
氬在地球大氣中的含量以體積計算為0.934%，而以質量計算為1.29%，在地殼中，由于氬在自然情況下不與其他化合物反应，而無法形成固態物質，但可以被“困在”放射性岩石中。鉴于空气中的氩更易得，工業用的氬大多就直接從空氣中提取。主要是用分餾法提取，而像是氮、氧、氖、氪、氙等氣體也都是這样從空氣中提取的。

而在火星的大氣中，氬-40以體積計算的話佔有1.6%，而氬-36的浓度为5ppm；另外1973年水手號計劃的太空探測器飛過水星時，發現它稀薄的大氣中佔有70%氬氣，科學家相信這些氬氣是從水星岩石本身的放射性同位素衰變而成的。卡西尼-惠更斯號在土星最大的衛星，也就是泰坦上，也發現少量的氬。

## 同位素
氬穩定的同位素有氬-40({\displaystyle {\ce {^40Ar}}})天然含量99.6%、 氬-36({\displaystyle {\ce {^36Ar}}})天然含量0.34%和氬-38({\displaystyle {\ce {^38Ar}}})天然含量0.06%。一般來說穩定的氬-40是由地殼中的鉀-40({\displaystyle {\ce {^40K}}})經由電子俘獲或正子發射衰變來的。11.2%的鉀-40以這兩種方式衰變成氬-40，另外還有88.8%通过β衰變成为鈣-40({\displaystyle {\ce {^40Ca}}})。這個特性可以被用來測定岩石的年齡。
在地球大氣中，不穩定的氬-39({\displaystyle {\ce {^39Ar}}})可經由宇宙射線轟击氬-40而生成，另外也可以經由鉀-39({\displaystyle {\ce {^39K}}})的中子俘獲而來。至於氬-37，则可以從({\displaystyle {\ce {^37Ar}}})核試驗中形成的鈣的人造同位素衰變而來，氬-37的寿命非常短，半衰期只有35天。

## 化合物
由於氬氣擁有的八個價電子，佔滿了其原子的最外层，因此不容易與其他的原子結合，化学性质非常不活潑。在1962年以前，一般認為氬和其他的惰性氣體是完全無法與其他物質產生化學反應，但不久之後比氬重的氙和氪的化合物就陆续被合成，因此也激勵了科學家發現新的稀有气体化合物。1982年在星際空間探測到氬氫離子，是氬的一種多原子離子。在2000年8月，第一個氬的化合物在芬蘭的赫爾辛基大學由馬庫·拉薩能領導的小組首先被製備出來，他们利用紫外線照射含有微量氟化氫的氬氣冰塊，形成了氟氩化氢，分子式為HArF，這種化合物可以在40K（−233℃）的低温下保持穩定。另外在2003年發現了一種新氬化合物存在的蹤跡，二氟化氬（ArF2），但目前還沒有任何可靠的證據可以证实。

## 製备

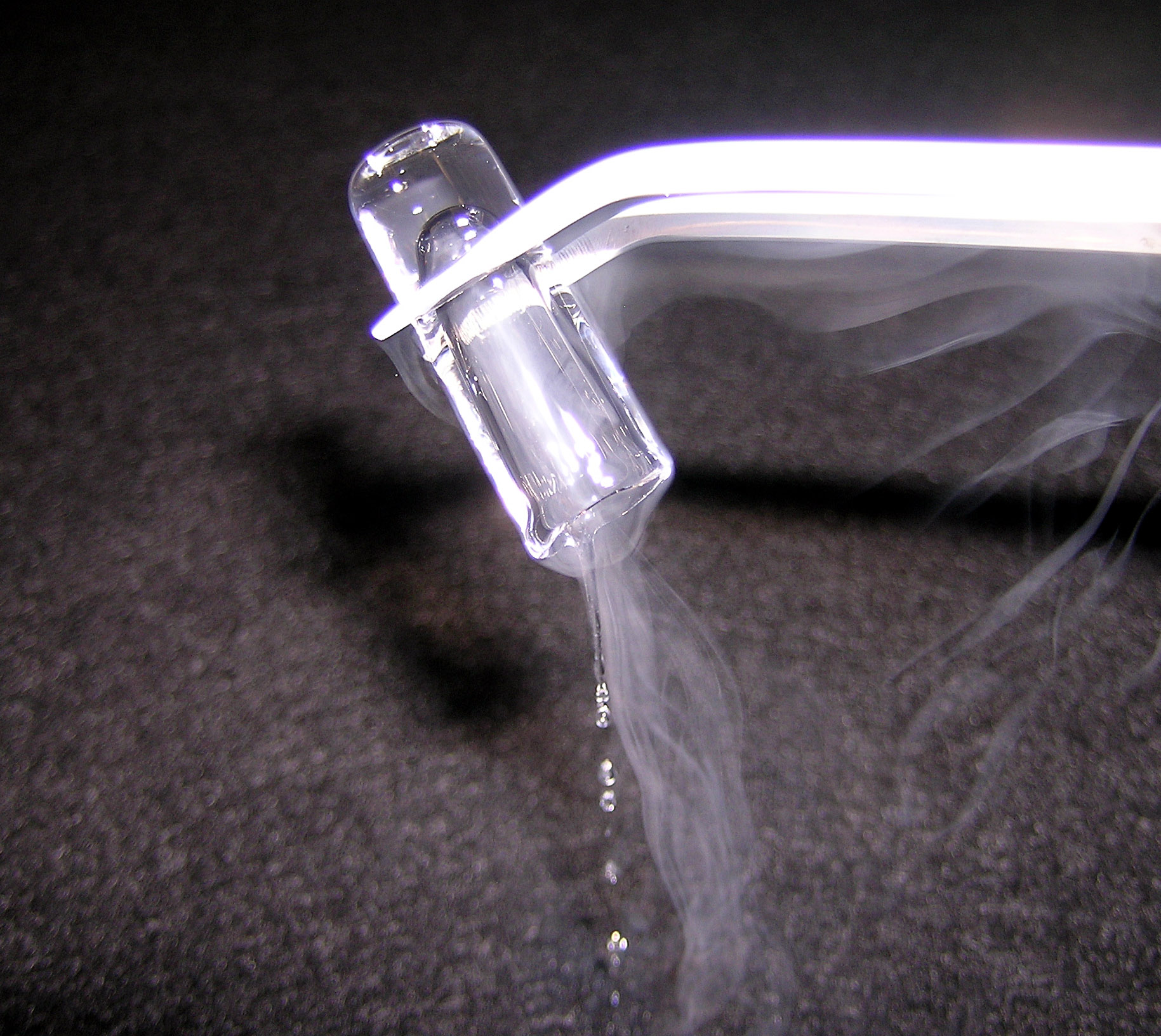
一小塊正在熔化的固态氬

### 工業上
目前在工業上得到氬的方法就是把空氣蒸餾。用冷凝器可以先把沸點90.2K的氧液化，移除液氧之後繼續冷卻就可以液化沸點为87.3K的氬氣，最後留下沸點77.35K的氮氣。目前以這種方法製造的氬氣在全世界高達七十万噸/年。

### 其他方法
另外用鉀-40的衰變也可以製造氬氣，但這種製备法的效率並不高，因為鉀-40的半衰期长达1.26×109年，所以并不常用。如果要製造氬的放射性同位素的話，就必須要靠迴旋加速器和重離子加速器來將其他元素轉換成氬的同位素。

## 用途

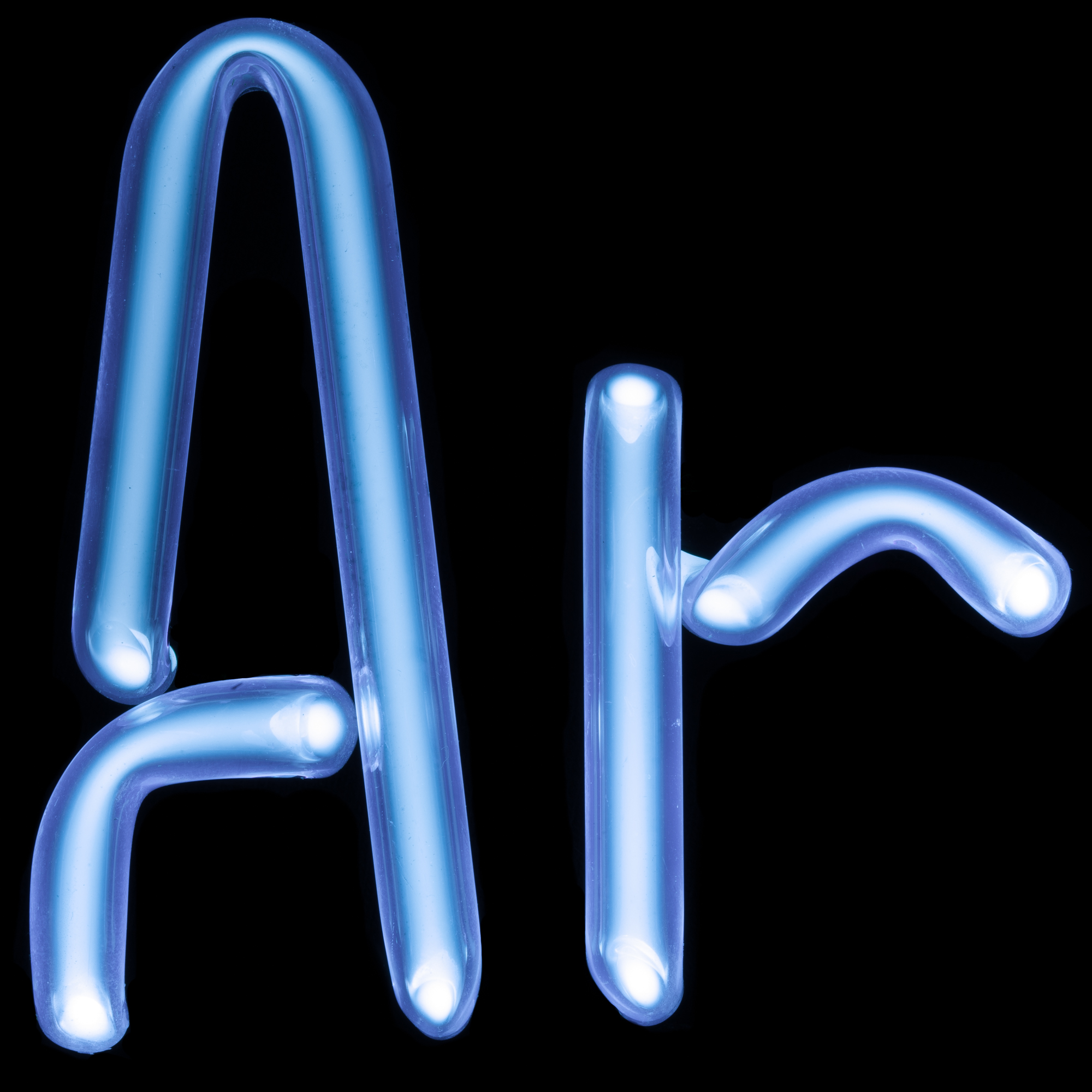
裝有氬和汞蒸氣的霓虹燈。

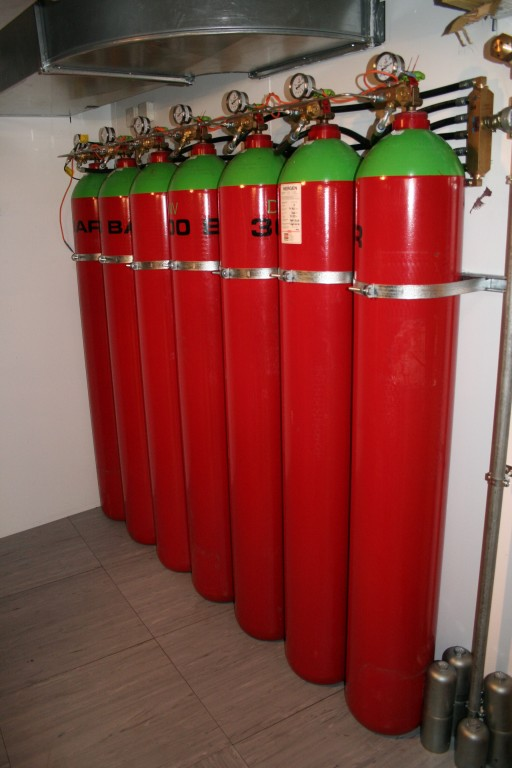
這些桶子裡裝有氬氣，可用於滅火。

因為氬氣具有惰性、低傳熱率等性質，因此它被廣泛地運用在許多方面。
氬氣最主要的用處就是它的惰性，可以保護一些容易與週遭物質发生反應的東西。雖然其他的惰性氣體也有這些特性，但是氬氣在空氣中的含量最多，也是最容易取得，因此相對就比較便宜，具有經濟效益。另外氩氣便宜的原因還有它是製造液氧和液氮的副產品，而由於它們兩個都是工業上重要的原料，生產很多，所以每年都有很多的液氬副產品。
以氬惰性的用途主要有：
1. 電燈泡裡的填充氣體，由於氬氣不會與燈芯產生化學反應，而又能保持气压减缓钨丝升华，可延长灯丝使用寿命。
2. 氬可當作焊接時所用的保護氣體，其中包括MIG銲接、GTA焊接與GMA銲接等，在這時氬通常會和二氧化碳混合在一起使用。[27]
3. 可用於滅火，用氬氣滅火的好處是幾乎不會破壞任何火場的物品，通常使在火場有特殊儀器時才使用。
4. 是用於感應耦合電漿的氣體之一。[28]
5. 用於保護加工中的鈦和其他容易发生反應的金屬：例如銣 和銫 。
6. 保護成長中的矽晶體和鍺晶體，這晶體主要用於半導體學。
7. 在博物館裡，會在一些重要文物的玻璃專櫃裡填充氬氣，避免氧化。[29]
8. 在啤酒罐中的填充物，雖然也可以用氮氣代替。
9. 在釀酒的過程中，啤酒桶裡的填充物，它可以把氧氣置换，以避免啤酒桶裡的原料被氧化成乙酸。
10. 在藥學裡，氬可以用於保護一些靜脈內的治療的藥物，舉個例子，像是對乙醯氨基酚。一樣的，這也是防止藥物受到氧氣的破壞。
11. 用於冷卻AIM-9響尾蛇飛彈的追蹤器，氬當時都是以高壓儲存，然後當釋放氣體後就可以帶走一些熱量。[30]
12. 為石墨電熔爐中的保護氣體，以免它被氧化。
13. 廣告用的霓虹燈裡，有時也會加入氬氣，加了氬氣的霓虹燈管，白天看起來是無色透明的，一旦通電後，氬氣受到電的刺激，會放出青色的光芒。
14. 氬氣的低傳熱率也是它的特性之一，像它可以作为隔熱窗戶中兩層玻璃之間的填充物。[31]
15. 因為氬的低傳熱率和惰性，氬氣在水肺潛水可以用來作为膨脹潛水衣的氣體。氬氣還可以在水肺中代替氮氣（吸收純氧對身體不好，因此水肺中要添加其他氣體），因為氮氣在高壓下会溶進血液裡而造成氮麻醉，氬氣則可以減輕這種症状（虽然一般來說，惰性氣體也會造成這種症状）。[32]

使用特定的方法可以使氬氣離子化並且發光，这种功能可用於電漿燈和粒子物理學中的能量器。以氬作成的氬雷射會發出藍光，它在醫學外科中可用於連接動脈、去除腫瘤和治療眼睛的缺陷等。氬氣還可以用於濺鍍。另外氬-39有269年的半衰期，可以用於測定地下水和冰層的年齡，而鉀-氬年代測定法適用鉀-40衰變成氬-40的過程來用於測定火成岩的年齡。

## 危害
一般來說，氬氣是對身體毫無危害的，但是如果長期暴露在高濃度的氬氣中會因為缺氧而窒息，液態氩则可能造成爆炸及冻伤。
- 元素氩在洛斯阿拉莫斯国家实验室的介紹（英文）
- —— 氩（英文）
- 元素氩在The Periodic Table of Videos（諾丁漢大學）的介紹（英文）
- 元素氩在Peter van der Krogt elements site的介紹（英文）
- WebElements.com – 氩（英文）

## 延伸閱讀
- （英文） Emsley, J., Nature’s Building Blocks; Oxford University Press: Oxford, NY, 2001; pp. 35–39.
- （英文） Brown, T. L.; Bursten, B. E.; LeMay, H. E., In Chemistry: The Central Science, 10th ed.; Challice, J.; Draper, P.; Folchetti, N. et al.; Eds.; Pearson Education, Inc.: Upper Saddle River, NJ, 2006; pp. 276 and 289.
- （英文）  Triple point temperature: 83.8058 K - Preston-Thomas, H. . Metrologia. 1990, 27: 3–10  [2008-05-05]. （原始内容存档于2011-04-20）.
- （英文） Triple point pressure: 69 kPa - .  85th. Boca Raton, Florida: CRC Press. 2005.

## 外部連結
- 元素氩在洛斯阿拉莫斯国家实验室的介紹（英文）
- —— 氩（英文）
- 元素氩在The Periodic Table of Videos（諾丁漢大學）的介紹（英文）
- 元素氩在Peter van der Krogt elements site的介紹（英文）
- WebElements.com – 氩（英文）